# Emil Cardinaux

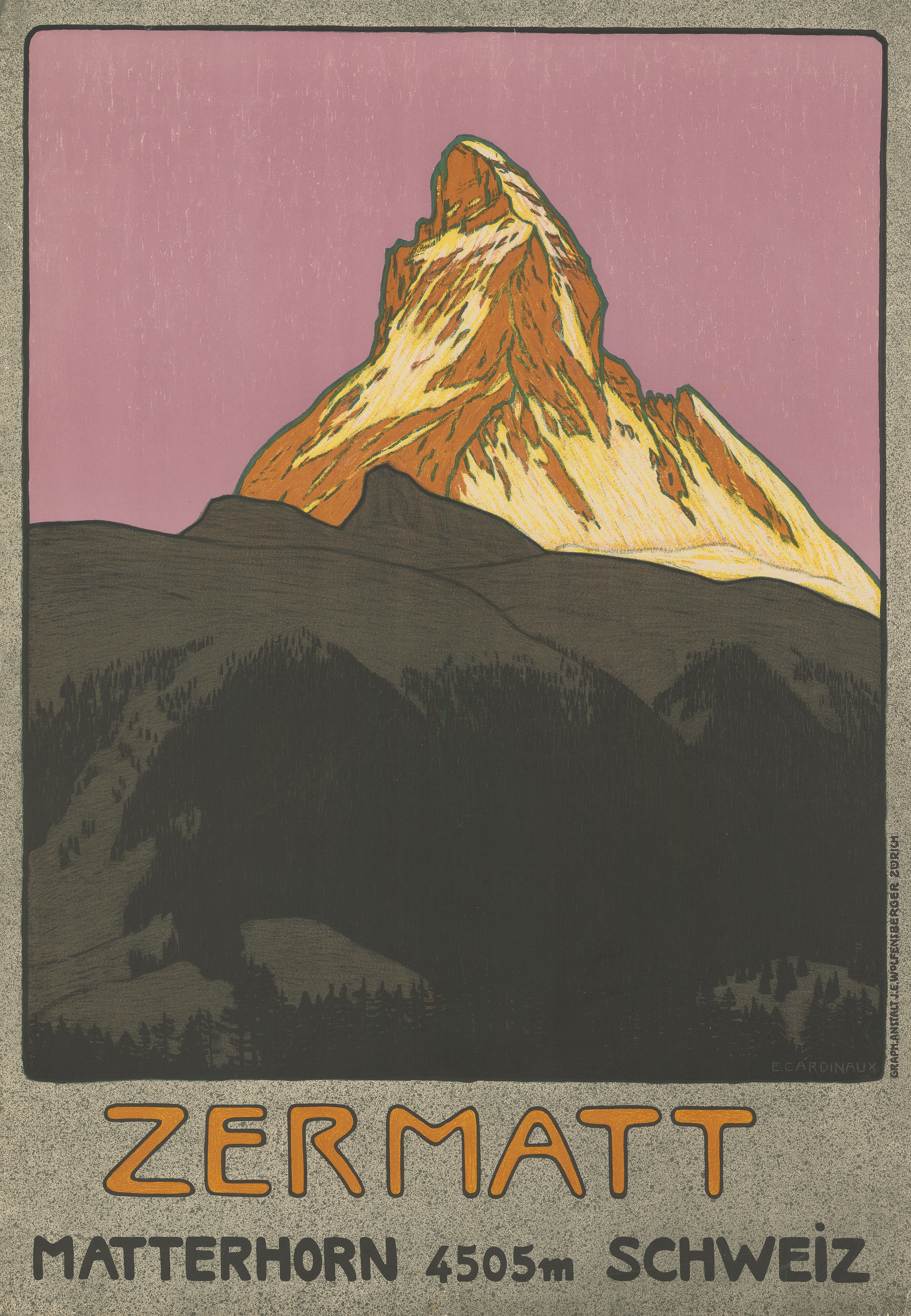
Zermatt-Poster von 1908

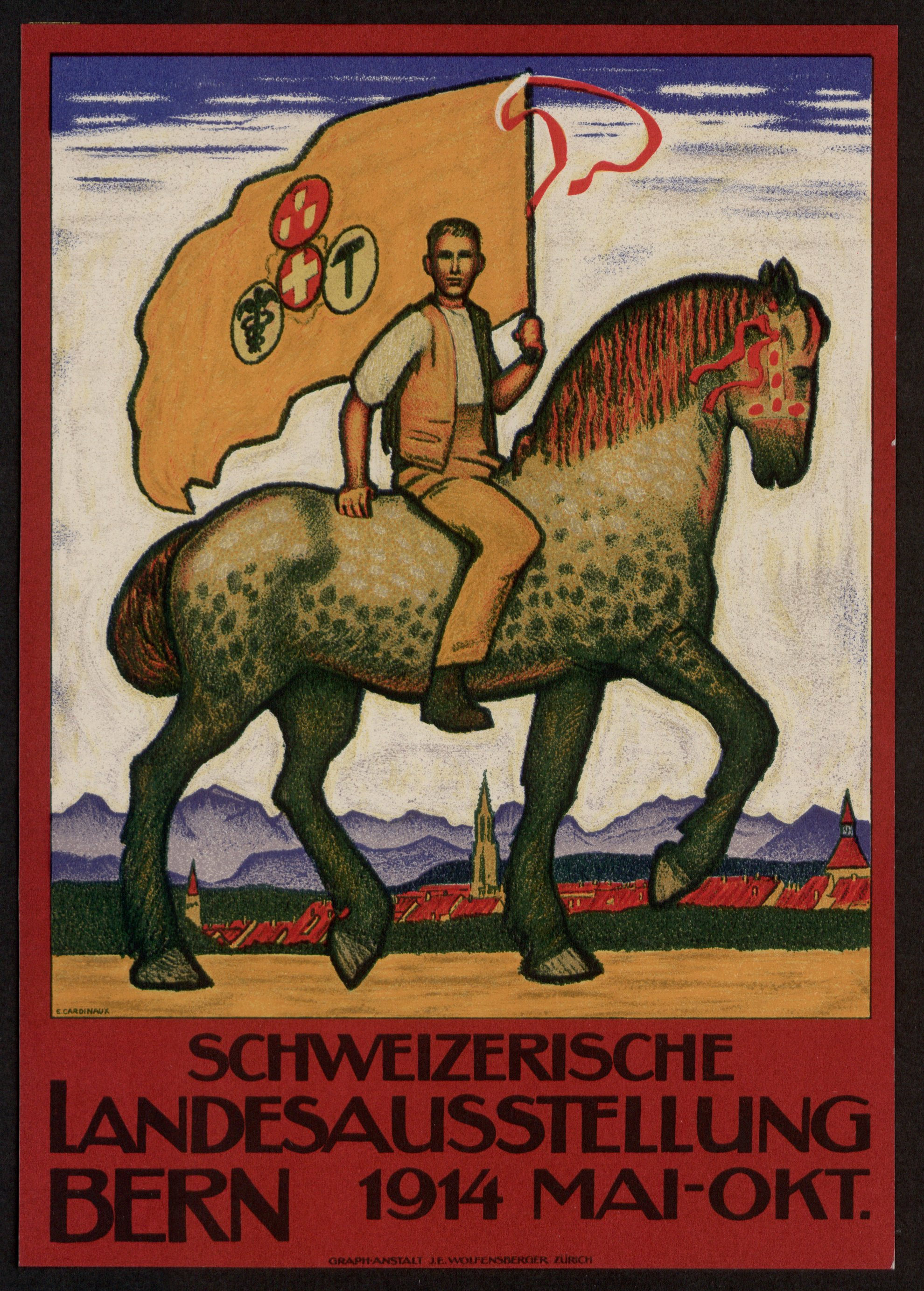
Siegreicher Posterentwurf für die Schweizerische Landesausstellung 1914

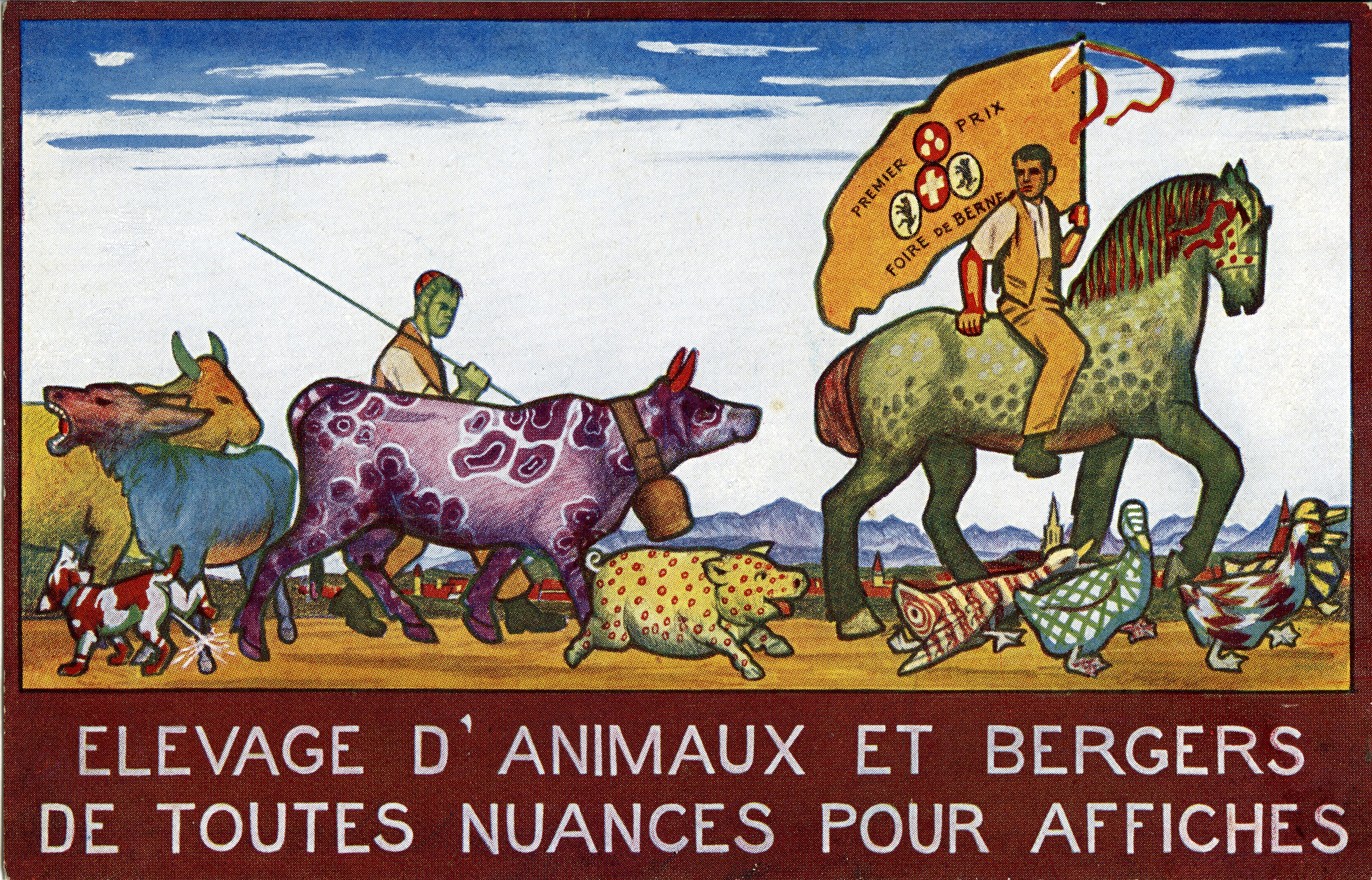
Das grüne Ross: anonyme Karikatur

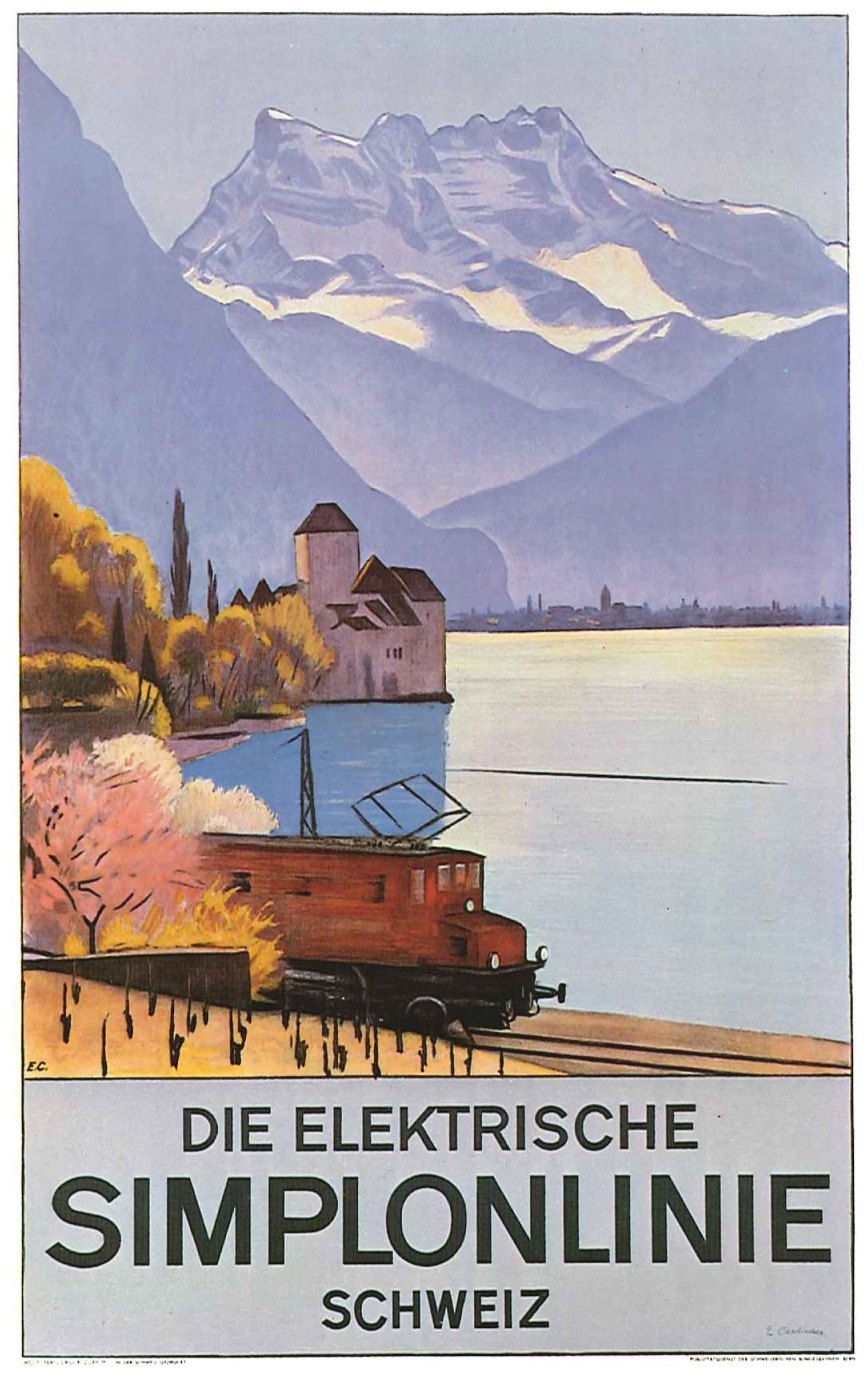
Tourismusplakat von 1928

Emil Cardinaux (* 11. November 1877 in Bern; † 2. Oktober 1936 ebenda) war ein Schweizer Maler und Plakatkünstler.

## Leben und Wirken
Cardinaux, Sohn eines Berner Kaufmanns, nahm nach der Maturität auf elterlichen Wunsch ein Studium der Rechtswissenschaften auf, belegte daneben aber Zeichenstunden an der Berner Kunstschule bei Paul Volmar. 1898 wechselte er zur Fortführung seiner Studien nach München, wo er sich entschloss, hauptberuflich Künstler zu werden. Er nahm zunächst Unterricht im Atelier von Ludwig Schmid-Reutte, dann war er an der Kunstakademie Schüler von Franz von Stuck. Ab 1903 lebte er wieder in Bern, 1911 liess er sich endgültig in seinem von Otto Ingold erbauten Atelierhaus in Muri nieder.
Cardinaux war ein Repräsentant der von Ferdinand Hodler geführten «Berner Schule» zu der auch Traugott Senn, Adolf Tièche, Eduard Boss, Ernst Linck, Emil Prochaska (1874–1948) und Max Eugen Brack (1878–1950) gehörten.
Cardinaux schuf ein umfangreiches Werk unterschiedlichster Medien, er illustrierte Bücher, entwarf Mono-Karten, Drucksachen und zeichnete Karikaturen. Landschaften malte er auf Leinwand, als Wand- und Glasmalereien. Sein Ruhm jedoch ergibt sich aus den über 130 Plakaten, die auch international Aufmerksamkeit erregten.
Im Breitfeldschulhaus Bern von Joss & Klauser malte Cardinaux über der Eingangstüre im Vorraum den Kindertraum und symbolisierte am Plafond im Haupttreppenhaus die vier Jahreszeiten.
Sein Werk ist thematisch eng auf die Schweiz und seine typischen Landschaften, Bewohner und Eigenarten bezogen, für das er emblematische und bis heute genutzte Motive fand, wie etwa das flächige Motiv des Matterhorns vor helleuchtendem Bergenglühen von 1908. Für Tourismusvereine und Unternehmen wie Hotels, den Schokoladenproduzenten Tobler (Toblerone) oder den Lastwagenhersteller Berna galt: «[…] wer sich seines Pinsels versichern kann, darf auch der erhofften Werbekraft sicher sein». Dagegen hat «[…] kein anderes Plakat […] in der Schweiz derartige Reaktionen von Zorn, Empörung und Spott hervorgerufen» wie «Das grüne Ross», das offizielle Plakat zur Schweizerischen Landesausstellung 1914.

## Belege
1. ↑  Das Landhaus eines Malers. In: Schweizerisches Jahrbuch für Kunst und Handwerk. 1912, S. XIII (archiviert in E-Periodica der ETH Zürich, abgerufen am 24. August 2023).
2. ↑  Das Breitfeldschulhaus in Bern. Joss und Klauser. In: Das Werk. Band 1, Heft 3, 1914, S. 6, abgerufen am 1. August 2023.
3. ↑  Unsere Buchillustratoren – Emil Cardinaux zum 50. Geburtstag. In: Bulletin für Schweizer Sammler. Band 1, Nr. 4, 1927, S. 39 ff., doi:10.5169/seals-386852.
4. ↑  Thomas Bolt: Cardinaux, Emil. In: Sikart (Stand: 1998, aktualisiert 2012).

| Personendaten    | Personendaten                      |
| ---------------- | ---------------------------------- |
| NAME             | Cardinaux, Emil                    |
| KURZBESCHREIBUNG | Schweizer Maler und Plakatkünstler |
| GEBURTSDATUM     | 11. November 1877                  |
| GEBURTSORT       | Bern                               |
| STERBEDATUM      | 2. Oktober 1936                    |
| STERBEORT        | Bern                               |